# Estados Federados de Micronesia en los Juegos Olímpicos de París 2024
Los Estados Federados de Micronesia estuvieron representados en los Juegos Olímpicos de París 2024 por tres deportistas, dos hombres y una mujer, que compitieron en dos deportes.
Los portadores de la bandera en la ceremonia de apertura fueron los nadadores Tasi Limtiaco y Kestra Kihleng. El equipo olímpico micronesio no obtuvo ninguna medalla en estos Juegos.